# Järvisaari (ö i Lappland)
Järvisaari är en ö i Finland. Den ligger i sjön Unari och i kommunen Sodankylä i den ekonomiska regionen Norra Lappland och landskapet Lappland, i den norra delen av landet, 800 km norr om huvudstaden Helsingfors. Öns area är 14,2 hektar och dess största längd är 0,5 kilometer i sydväst-nordöstlig riktning.